# CoRoT-6b
CoRoT-6b (hay còn tên gọi khác là CoRoT-Exo-6b) là một ngoại hành tinh quay quanh ngôi sao CoRoT-6 và là một ngoại hành tinh ngoài Hệ Mặt Trời, nằm trong Chòm sao Xà Phu, với khối lượng ít nhất là gấp 2,96 lần Khối lượng Sao Mộc. Hành tinh này đã được công bố vào ngày 2 tháng 2 năm 2009 sử dụng bằng phương pháp quá cảnh. Nhiệt độ ở đây giao động là 1000 đến 1300°K. Khoảng cách từ ngôi sao đến hành tinh là 0,0855 AU gần hơn khoảng cách từ Mặt Trời đến Sao Thủy là 0,4 AU. Nếu đặt tính một chu kì tự quay, phải mất 9 ngày nhanh hơn Sao Thủy phải mất 88 ngày.